# Mattino di luce
Mattino di luce è un singolo del gruppo musicale italiano Subsonica, pubblicato il 29 dicembre 2023 come terzo estratto dal decimo album in studio Realtà aumentata.

## Descrizione
In merito al brano il gruppo ha dichiarato:

## Video musicale
Il video, diretto da Donato Sansone con l'ausilio dell'intelligenza artificiale, è stato pubblicato in concomitanza del lancio del singolo sul canale YouTube del gruppo. In merito al video il regista ha dichiarato:
(Donato Sansone)

## Tracce
Testi di Samuel Umberto Romano, Massimiliano Casacci, Enrico Matta e Davide Dileo, musiche di Samuel Umberto Romano, Massimiliano Casacci, Enrico Matta, Davide Dileo e Lucio Vicini.
1. Mattino di luce – 3:45

## Riconoscimenti
- Videoclip Italia Awards
  - 2024 – Candidatura al miglior videoclip elettronico[5]
  - 2024 – Candidatura al migliori effetti visivi